# Jean-de-Dieu-Raymond de Boisgelin de Cucè
Jean-de-Dieu-Raymond kardinal de Boisgelin de Cucè, francoski rimskokatoliški duhovnik, škof in kardinal, * 27. februar 1732, Rennes, † 22. avgust 1804.

## Življenjepis
Leta 1764 je prejel duhovniško posvečenje.
26. decembra 1764 je bil imenovan za škofa Lavaura; 27. marca 1765 je bil potrjen in 18. aprila istega leta je prejel škofovsko posvečenje.
4. novembra 1770 je bil imenovan za nadškofa Aixa; 14. junija 1771 je bil potrjen. 7. novembra 1801 je odstopil s tega položaja.
9. aprila 1802 je bil imenovan za nadškofa Toursa in 16. aprila istega leta je bil potrjen.
17. januarja 1803 je bil povzdignjen v kardinala.